# Bernard Gavillet
Bernard Gavillet (Monthey, 6 maart 1960 – 13 juni 2024) was een Zwitserse wielrenner.

## Carrière
Gavillet werd Zwitsers kampioen in het klimmen een onderdeel van het wegwielrennen in Zwitserland. Verder nam hij zes keer deel aan een grote ronde, waarvan een 20e plaats in 1984 zijn beste resultaat was. Hij won een ploegentijdrit in de Ronde van Frankrijk in 1986. Verder won hij nog een aantal kleinere koersen.
Gavillet overleed op 13 juni 2024 op 64-jarige leeftijd.

## Overwinningen
1982
- Ebikon

1983
- Martigny-Mauvoisin

1984
- Zwitsers klimkampioen, Elite

1986
- 2e etappe a Ronde van Frankrijk (ploegentijdrit)

1987
- 5e etappe deel b Grand Prix Willem Tell (ITT)

## Resultaten in de voornaamste wedstrijden
| Jaar | Ronde van Italië | Ronde van Frankrijk | Ronde van Spanje |
| ---- | ---------------- | ------------------- | ---------------- |
| 1982 | 36e              |                     |                  |
| 1983 |                  | 34e                 |                  |
| 1984 | 29e              | 20e                 |                  |
| 1985 | opgave           |                     |                  |
| 1986 |                  | 28e                 |                  |
| 1987 |                  | 57e                 | opgave           |
| 1988 |                  |                     |                  |
| 1989 |                  |                     |                  |

| Jaar | Luik-Bast.‑Luik | Ronde van Lombardije |  | WK op de weg |
| ---- | --------------- | -------------------- |  | ------------ |
| 1982 |                 |                      |  |              |
| 1983 |                 | 23e                  |  |              |
| 1984 |                 |                      |  |              |
| 1985 | 39e             |                      |  |              |
| 1986 |                 |                      |  |              |
| 1987 |                 |                      |  | opgave       |
| 1988 |                 |                      |  |              |
| 1989 |                 |                      |  |              |

Wielerploegen van Bernard Gavillet
Biondi ·
Bondue ·
É. Boyer ·
P. Boyer ·
Fignon ·
Gavillet · 
Gayant ·
Guyot ·
Lavainne · 
Lilholt ·
M. Madiot ·
Y. Madiot · 
Manfrin · 
Marie ·
Mottet ·
Pelier ·
Poisson ·
Rué ·
Tegström
Breukink ·
Clark ·
de Koning ·
de Rooij · 
Freuler ·
Gavillet ·
Harings ·
Hendriks · 
Imboden (tot 31/07) ·
Lubberding ·
Märki ·
Nulens · 
Peiper · 
Talen ·
Thurau (tot 31/07) ·
Vanderaerden · 
Van Lancker ·
van Loon ·
van Rijen ·
van Vliet ·
van Wijk ·
Wampers ·
Winnen